# Euphyia maxima
Euphyia maxima là một loài bướm đêm trong họ Geometridae.